# Snowshoe

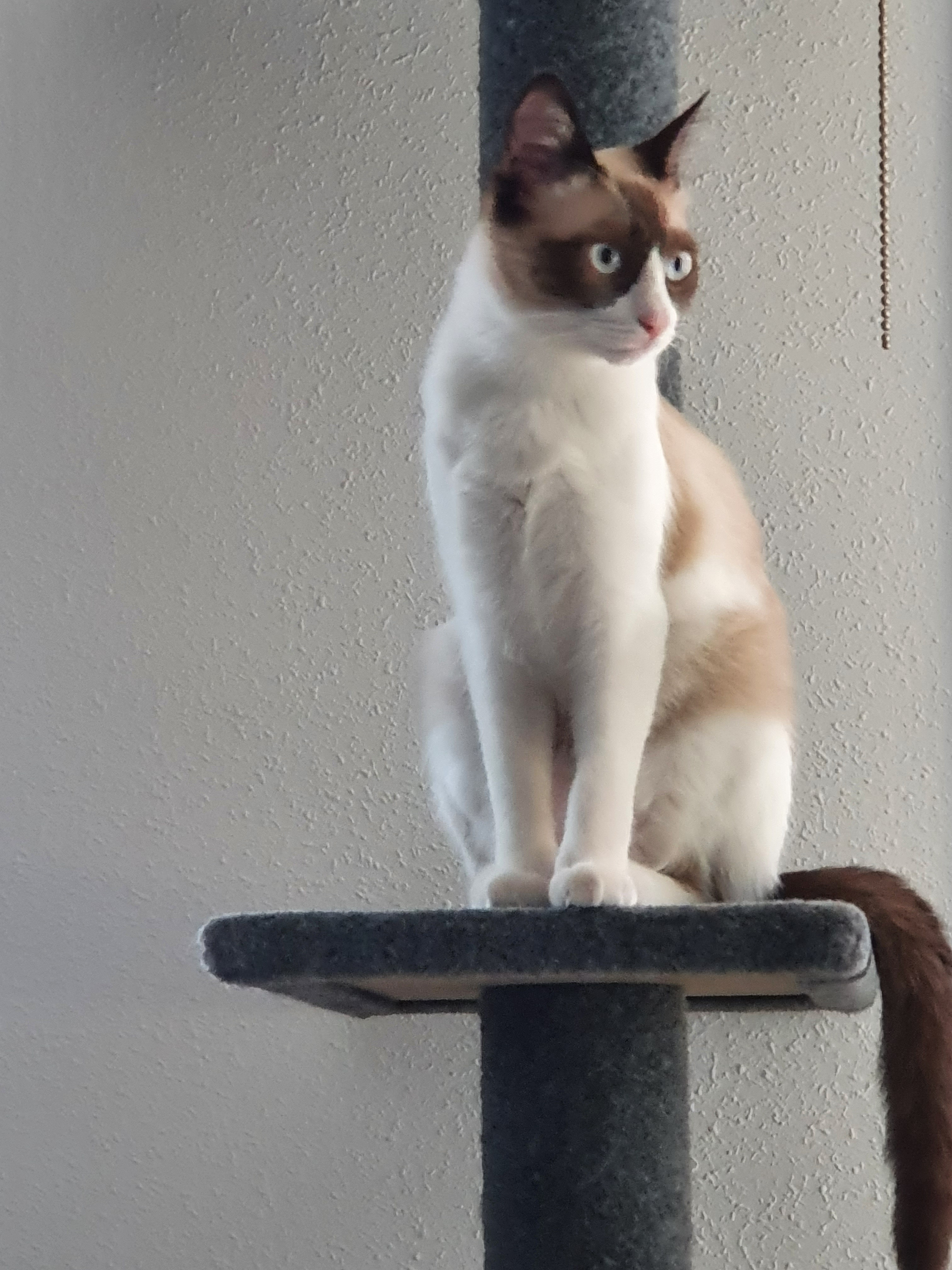

Le snowshoe est une race de chat originaire des États-Unis. Ce chat a la particularité d'être un croisement entre un Siamois et un Américain à poil court.

## Historique
Dorothy Hinds-Daugherty, une éleveuse de Philadelphie est à l'origine dans les années 1960 de cette race de chats. Elle avait envie de créer des siamois aux pieds blancs, comme elle l'avait vu sur d'anciens clichés de l'époque victorienne. Pour y parvenir, elle croisa des siamois au type modéré avec un american shorthair bicolore puis avec un sacré de Birmanie. Elle appelle cette nouvelle race « snowshoe », qui signifie raquette et celle-ci est reconnue par The International Cat Association (TICA) dans les années 1980. 
En France, la première portée est née en 2006 par l'éleveuse Vanille Mazuel.
C'est une race qui malgré le petit essor qu'elle connaît aux États-Unis, est encore rare. Les sujets vivant en Europe sont peu nombreux.
Malgré la rareté du chat, aucun mariage avec d'autres races n'est autorisé. Ceci s'explique par le fait que la majorité des caractères spécifiques du snowshoe sont dus à des gènes récessifs, ne pouvant s'exprimer que s'ils sont présents sur les deux chromosomes concernés. Chaque parent donnant un chromosome au nouvel être, il est nécessaire que les deux soient des snowshoes.

## Standards

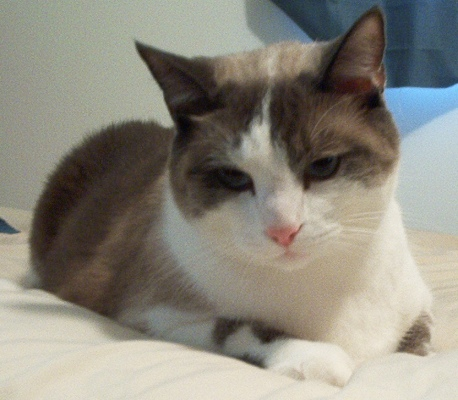
Snowshoe bicolore.

Ce chat allie le côté massif du sacré de Birmanie à l'élégance du siamois. C'est un chat de taille moyenne, musclé et agile. La silhouette du snowshoe ne doit pas être exagérée, cela est considéré comme un défaut. Les pattes sont longues avec une ossature fine mais une musculature développée. Au bout, les pieds sont ovales et bien proportionnés au corps. La queue est de longueur moyenne et épaisse à la base. Elle s'effile vers l'extrémité arrondie. 
La tête est en forme de triangle équilatéral avec des contours arrondis. Les pommettes sont hautes et l'on doit voir la structure osseuse, même chez les mâles qui ont des joues pleines. Le nez est de longueur moyenne, plat ou avec une légère bosse. Les oreilles sont de taille moyenne et placées dans le prolongement triangulaire de la tête. Les yeux sont assez grands, de forme ovale à ronde et toujours bleus (dans toutes les nuances).
La fourrure est courte et soyeuse. La robe peut être de toutes les couleurs acceptées chez le siamois en bicolore et ganté.

## Caractère
Les traits de caractère restent toutefois parfaitement individuels et sont avant tout fonctions de l'histoire de chaque chat, quelle que soit sa race. Ils ne sont pas décrits dans les standards et constituent des tempéraments généralement observés chez la race.
Le snowshoe est décrit comme un chat fidèle et très attaché à son propriétaire, mais néanmoins pas aussi exclusif que le siamois. Le snowshoe serait vif, au caractère bien trempé. Il serait également intelligent et s'adapterait facilement.
Ce chat au caractère affirmé, extrêmement vif, est un bon chasseur. Sociable, il s'entend bien avec ses congénères et avec les chiens. Joueur, c'est un excellent compagnon pour les enfants. Il est doux et très affectueux avec son maître. Moins exigeant que le siamois, il est plus bavard que l'american shorthair[réf. nécessaire].

## Entretien
Son entretien se résume à brossage hebdomadaire.

### Sources
- (en) Cet article est partiellement ou en totalité issu de l’article de Wikipédia en anglais intitulé « Snowshoe (cat) » (voir la liste des auteurs).
- « Standard du snowshoe », LOOF, 12 juin 2009 (consulté le 19 août 2017)